# Розен, Александр Германович
Александр Германович Розен (1910—1978) — русский писатель, драматург, романист.

## Биография
Родился 19 января 1910 году в Петербурге, получил образование в Ленинградском плановом институте. После учебы в институте поступил литсотрудником в редакцию газеты «Смена» в 1929 году. В 1932 году стал литсотрудником радиоузла Кировского завода, а через два года радиоузла завода «Красный треугольник». Свои очерки начал печатать в 1929 году.
Во время советско-финской войны работал сотрудником военной газеты «Боевой рубеж», описывая боевые заслуги 42-й стрелковой дивизии. Был участником боевых действий по освобождению Выборга и поселка Райвола. После войны событиям в Райволе посвятил повесть «Разговор с другом».
В годы Великой Отечественной войны в качестве военного корреспондента, рядового красноармейца участвовал в Красноборской операции, боях за Синявские высоты, Усть-Тосненской операции, боях за Дубровку.
После войны стал работать в редакции журнала «Ленинград».
Похоронен на Комаровском кладбище.

## Труды
- Пьеса «Рассвет», 1937
- Пьеса «Семеро идут в бой», 1944
- Сценарий к фильму «Я служу на границе», 1973 (в соавторстве с В. Меньшовым)
- «Осколок в груди: повести и рассказы»
- «Почти вся жизнь: повести и рассказы»
- Повесть «Разговор с другом»

## Награды
- Орден Красной Звезды
- Медаль «За оборону Ленинграда»
- Медаль «За победу над Германией в Великой Отечественной войне 1941—1945 гг.»
- Медаль «За доблестный труд в Великой Отечественной войне 1941—1945 гг.»